# Live at the Moore
Live at the Moore è un album DVD dal vivo realizzato dal supergruppo statunitense Mad Season
È stato registrato dal vivo al Moore Theatre di Seattle, Washington, il 29 aprile 1995. Live at the Moore è stato originariamente pubblicato solo su VHS, ma l'intero set audio della performance della band e il primo rilascio ufficiale in DVD di "Live at the Moore" è stato inserito nell'edizione deluxe espansa del 2013 del loro album Above.
CDLive at the Moore audio
1. Wake Up – 7:38
2. Lifeless Dead – 4:59
3. Artificial Red – 6:21
4. River of Deceit – 5:10
5. I Don't Wanna Be A Soldier (John Lennon cover) – 9:20
6. Long Gone Day – 5:21
7. I'm Above – 5:36
8. I Don't Know Anything – 6:23
9. X-Ray Mind – 5:31
10. All Alone – 4:17
11. November Hotel – 13:49

DVD Video
1. Lifeless Dead
2. River of Deceit
3. I Don't Know Anything
4. Long Gone Day
5. X-Ray Mind
6. All Alone
7. November Hotel

Bonus Live at The Moore footage
1. Wake Up
2. Artificial Red
3. I Don't Wanna Be A Soldier
4. I'm Above

## Formazione
- Layne Staley - voce, chitarra
- Mike McCready - chitarra elettrica e acustica
- John Baker Saunders - basso
- Barrett Martin - batteria, percussioni, contrabbasso, violoncello, marimba, vibrafono
- Mark Lanegan - seconda voce in I'm Above, Long Gone Day.
- Skerik (Nalgas Sin Carne) - sassofono in Long Gone Day, I Dont't Wanna Be A Soldier, November Hotel.